# 阿伯里斯特威斯大學
亞伯大學（英語：Aberystwyth University）位於英國威尔士阿伯里斯特威斯。亚伯大学是前威爾斯大學聯邦的創始成員之一。

## 历史
截至2006年底，大學共12,000名學生，分布於十七學系中。该大學成立於1872年，取名為威爾斯大學學院。1894年，该大学成為威爾斯大學的創始成員之一，更名為亚伯威爾斯大學學院。1990年代中期，大學又更名為亚伯威爾斯大學。2007年9月1日，威爾斯大學終止作為聯邦大學之一而存在，亚伯斯再次成為一個獨立的大學。然而，從2009/2010學年入學的亚伯學生可以有權選擇獲得威爾斯大學學位或者亚伯大學學位。

## 聲譽和學術排名
根據2011年泰晤士優秀大學指南，亚伯在全英114個高校中名列第40。根據泰晤士報高等教育副刊的「學生體驗排行榜」，亚伯大學在大學學生滿意度大型調查中名列第6位。

## 院系和研究機構
計算機科學系
計算機科學系成立於1970年。該系以其計算生物學和機械人研究聞名。根據最近的研究水準評估（RAE 2008），該系在計算機科學和信息學科里名列全英第17，威爾斯第1。RAE2008結果表明該系的研究工作70%處於世界領先或國際優秀水準，其餘30％處於國際公認水準。第一個流行於互聯網的MUD, AberMUD, 由該系學生Alan Cox編寫。
地理和地球科學研究所
地理和地球科學研究所成立於1989年，由原地理系（1917年成立）和地質系合併而來，是英國最古老的地理學系之一。該系的E.G. Bowen地圖圖書館，收藏了80,000地圖和500地圖集。亚伯是第一個提供人文地理和自然地理單一學位的地理系。在最新的研究評估（RAE 2008）中，該研究所在英國地理學科中排名前12名，其中20%的研究列為世界領先，45%列為世界領先或國際優秀水準。
圖書館資訊學系
威爾斯圖書館學院（CLW）成立於1964年，學院發展迅速，成為歐洲的最大的圖書館員培訓機構。圖書館學院1989年8月與大學合併。
法律系
該系成立於1901年。它是威爾斯最古老的法學院，也是英國歷史最悠久法學院之一，排名名列英國法律研究院校前二十名。
國際政治系
1919年，世界上第一個國際政治系成立於亚伯。今天它是歐洲最大的國際政治系之一，有500名本科生，120名碩士和博士研究生。研究具有國際聲望，40％的研究成果在2008RAE評估中被評為4*，名列全英前3名。
戲劇，電影和電視研究系
該係是大學中最大的系之一。2001年該系成立BBC演播室。30%的研究成果在 2008 RAE 評估中被評為世界領先，30%評為國際優秀。根據Research Fortnight的研究實力排名，該系位於全英第三名。

## 著名校友
皇室和國家元首校友
- HRH Charles, 英國王儲 威尔士亲王
- Ahmad Tejan Kabbah, 塞拉利昂前總統

學術界校友
社会科学领域
- Sir Charles Webster KCMG, 歷史學家，外交官，前英国皇家学会主席
- Ken Booth, E H Carr 國際政治教授英国皇家学会院士
- Nigel Thrift, 华威大学校長
- Sir Hugh Owen, 教育家，威尔士教育先驱者
- E. H. Carr, 歷史學家，國際關係學者，新聞記者
- D.J. Davies, 經濟學家
- Mary King, 政治科學家
- Andrew Gordon Naval 歷史學家
- Sir Deian Hopkin, 歷史學家
- Leopold Kohr, 經濟學家， 政治學家和哲學家
- Andrew Linklater, Woodrow Wilson 國際政治教授
- Paul Maddrell, 政治科學家
- Carl R May, 社會學家
- Steve Smith, MSc PhD AcSS, 國際關係學者

自然科学
- Frederick Soddy, 1921年諾貝爾化學獎獲獎者
- Tavi Murray, 冰河學家极地奖章獲獎者
- Alan Cox, 計算機編程員，Linux核主要貢獻人之一
- Ian Banks, 作家，男性健康教授， BMA 男性健康論壇主席
- Emrys G. Bowen FRGS, FSA, BA, MA, LLD, DUniv, 地理學家
- Sir Edward Collingwood FRS CBE DL, 數學家
- Dr. Peter Dennis, 生態學研究者
- Jan Pinkava, Pixar動畫設計師，奧斯卡獎獲獎者
- F. Gwendolen Rees FRS, 動物學家 寄生物學家
- Lewis Fry Richardson D.Sc FRS, 數學家，物理學家，氣象學者
- Emrys Jones, 伦敦政治经济学院地理教授
- Ernest Charles Nelson, 植物學家
- Dame Marjorie Williamson DBE, 教育家，物理學家
- Sir John Meurig Thomas FRS, 化學家

文学·古典学·历史学
- T. Harri Jones, 詩人
- Sir Mungo William MacCallum, 以英語和德語文學批評著稱
- Kenneth O. Morgan Baron Morgan of Aberdyfi, 歷史學家，作家
- Mihangel Morgan, 威爾斯語作家
- Twm Morys, 詩人
- David John Williams, 作家
- Sir Glanmor Williams, 歷史學家
- Waldo Williams, 詩人
- Sir Alfred Eckhard Zimmern, 西方古典學者, 歷史學家
- Sir T. H. Parry-Williams, 詩人，作家
- H. J. Rose, 西方古典學者

神学
- Prof Samuel Ifor Enoch, 神學家
- Rev Prof John Tudno Williams, 神學家
- Rev Prof William Richard Williams, 神學家

音乐
- David Russell Hulme, 音樂 指揮家，音樂史學家
- Sir Henry Walford Davies KCVO OBE, Gregynog 音樂教授，作曲家

## 校区簡介
亚伯大学有二個校區，分別是「Penglais」校區及「Llanbadarn」校區。
- 「Penglais」：有多座教學樓，亦建有藝術中心及學生會大樓。校園能俯覧整個「亚伯」和「Cardigan Bay」。
- 「Llanbadarn」：靠「Cambrian」而建，該校區内有圖書管資訊管理學系，及著名的威爾斯農村研究學院。在兩個校區均配有實驗室、圖書館、教學大廈等學術設施。除了在「Penglais」的體育設施外，校舍更分佈在學府內外，為學生提供三千多個宿位。

## 外部連結
- 亚伯大学 （页面存档备份，存于）